# Liste von Autoren/K

## Ka
Dieter B. Kabus (1941–1993)
Ismail Kadare (1936–2024)
Lamya Kaddor (* 1978)
Wolfgang Kaes (* 1958)
Franz Kafka (1883–1924)
Donald Kagan (1932–2021)
Janet Kagan (1946–2008)
Jerome Kagan (1929–2021)
Hans Kägi (1889–1971)
Wolfgang Kahl (* 1951)
Heinz Kahlau (1931–2012)
Hilde Kähler-Timm (* 1947)
Georg Kaiser (1878–1945)
Joachim Kaiser (1928–2017)
Ulrich Kaiser (1934–2015)
Mascha Kaléko (1907–1975)
Ludwig Kalisch (1814–1882)
Dieter Kalka (* 1957)
Tuula Kallioniemi (* 1951)
Karin Kallmaker (* 1960)
Fritz Kalmar (1911–2008)
Iakovos Kambanellis (1922–2011)
Wladimir Kaminer (* 1967)
Stuart Kaminsky (1934–2009)
Wilhelm Kamlah (1905–1976)
Toshirō Kanamori (1946–2020)
Sarah Kane (1971–1999)
Kang Sok-kyong (* 1951)
Yoram Kaniuk (1930–2013)
Hermann Kant (1926–2016)
Immanuel Kant (1724–1804)
Norbert Kapferer (1948–2018)
Leslie Kaplan (* 1943)
Philip Kapleau (1912–2004)
Václav Kaplický (1895–1982)
Walter Kappacher (1938–2024)
Manfred Kappeler (* 1940)
Ryszard Kapuściński (1932–2007)
Hellmuth Karasek (1934–2015)
Adel Karasholi (* 1936)
Ulrich Karger (* 1957)
Karl Karst (* 1956)
Yaak Karsunke (1934–2025)
Marie Luise Kaschnitz (1901–1974)
Erich Kästner (1899–1974)
Jörg Kastner (* 1962)
Katō Shūichi (1919–2008)
Jonathan David Katz (* 1958), US
Jonathan Ned Katz (* 1938), US
Delfried Kaufmann (1922–2015)
Alex Kava (* 1960)
Konstantinos Kavafis (1863–1933)
Patrick Kavanagh (1904–1967)
Manuela Kay (* 1964)
Umar Kayam (1932–2002)
Nikos Kazantzakis (1883–1957)

## Ke
John B. Keane (1928–2002)
H. R. F. Keating (1926–2011)
Johann Christian Keck (1631–1687)
Edmund Keeley (1928–2022)
Hans Keilson (1909–2011)
Marita Keilson-Lauritz (* 1935)
Ralph Keim (* 1964)
Necla Kelek (* 1957)
Ravindra Kelekar (1925–2010)
Gottfried Keller (1819–1890)
Peter Keller (1953/54–2014)
Faye Kellerman (* 1952)
Jonathan Kellerman (* 1949)
Bernhard Kellermann (1879–1951)
Hans Kelsen (1881–1973)
Orhan Kemal (1914–1970)
Yaşar Kemal (1923–2015)
Friedhelm Kemp (1914–2011)
Martina Kempff (* 1950)
Walter Kempowski (1929–2007)
Jehoschua Kenaz (1937–2020)
Eugene Kennedy (1928–2015)
Emma Kennedy (* 1967)
Holly Kennedy (* 1963)
Hubert Kennedy (* 1931)
Margrit Kennedy (1939–2013)
Raymond Arthur Kennedy (1934–2008)
Alexander Kent (1924–2017)
Navid Kermani (* 1967)
Taras Kermauner (1930–2008)
Frank Kermode (1919–2010)
Johann Georg Kerner (1770–1812)
Jack Kerouac (1922–1969)
Alfred Kerr (1867–1948)
Katharine Kerr (* 1944)
Philip Kerr (1956–2018)
Ian Kershaw (* 1943)
Paul Kersten (1943–2020)
Karl Maria Kertbeny (1824–1882)
Imre Kertész (1929–2016)
Ken Kesey (1935–2001)
Irmgard Keun (1905–1982)
Francis Scott Key (1779–1843)
Daniel Keyes (1927–2014)
Greg Keyes (* 1963)
Marian Keyes (* 1963)
Linde von Keyserlingk (1932–2020)
Tullio Kezich (1928–2009)

## Kh
- Yasmina Khadra (* 1955)

## Ki
Benedict Kiely (1919–2007)
Sabina Kienlechner (* 1948)
Toni Kienlechner (1919–2010)
Ilse Kilic (* 1958)
Kevin Killian (1952–2019), US
Thomas Kilroy (1934–2023)
Werner Kilz (1931–2007)
Kim Ae-ran (* 1980), ROK
Kim Byeong-eon (* 1951), ROK
Kim Chi-ha (1941–2022), ROK
Kim Hoon (* 1948), ROK
Kim Hye-soon (* 1955), ROK
Kim Kwang-kyu (* 1941), ROK
Kim Seung-ok (* 1941), ROK
Kim Yeon-su (* 1970), ROK
Jamaica Kincaid (* 1949)
Laurie R. King (* 1952), US
Rosamond S. King, USA/Gambia
Stephen King (* 1947), US
Tabitha King (* 1949), US
Thomas King (* 1943)
Dick King-Smith (1922–2011), GB
Tanja Kinkel (* 1969)
Sophie Kinsella (* 1969)
Thomas Kinsella (1928–2021)
Esther Kinsky (* 1956), D
Rudyard Kipling (1865–1936)
Heinar Kipphardt (1922–1982)
Bodo Kirchhoff (* 1948)
Barbara Kirchner (* 1970)
Rainer Kirsch (1934–2015)
Sarah Kirsch (1935–2013)
Pentti Kirstilä (1948–2021)
Egon Erwin Kisch (1885–1948)
Ephraim Kishon (1924–2005)
Takeshi Kitano (* 1947), J
Friedrich Kittler (1943–2011), D
Sheila Kitzinger (1929–2015), GB
Jan İlhan Kızılhan (* 1966), D

## Kl
Wolfgang Klafki (1927–2016)
Lena Klassen (* 1971)
H. Gustav Klaus (1944–2020)
Hans-Peter Klausch (1954–2016)
Wolf Klaußner (1929–2005)
Ernst Klee (1942–2013)
Lis Kleeberg (1916–2019)
Michael Kleeberg (* 1959)
Georg Klein (* 1953)
Eloise Klein Healy (* 1943)
Paul Alfred Kleinert (* 1960)
Ewald Christian von Kleist (1715–1759)
Heinrich von Kleist (1777–1811)
Victor Klemperer (1881–1960)
Eckart Kleßmann (* 1933)
Ivan Klíma (* 1931)
Editha Klipstein (1880–1953)
Carol Kloeppel (* 1963)
Arno Klönne (1931–2015)
Michael Klonovsky (* 1962)
Friedrich Gottlieb Klopstock (1724–1803)
Heinz-Georg Klös (1926–2014)
Frank Klose (1958–2015)
Wolfgang Klötzer (1925–2015)
Alexander Kluge (* 1932)
Kurt Kluge (1886–1940)
Martin Kluger (1948–2021)
Martin Kluger (* 1957)
Ruth Klüger (1931–2020)

## Kn
Hildegard Knef (1925–2002)
Hanns Kneifel (1936–2012)
Moritz Freiherr Knigge (1968–2021)
Friedrich Knilli (1930–2022)
Helmut Knorr (1917–1985)
Marie Luise Knott (* 1953)
Gösta Knutsson (1908–1973)

## Ko
Anne Koark (* 1963)
Adolf Kober (1879–1958)
Hainer Kober (* 1942)
Christopher John Koch (1932–2013)
Erwin Koch (* 1956)
Howard Koch (1902–1995)
Manfred Koch (* 1955)
Ursula Koch (* 1944)
Werner Koch (1926–1992)
Wolfgang Koeppen (1906–1996)
Wayne Koestenbaum (* 1958)
Arthur Koestler (1905–1983)
Werner Kofler (1947–2011)
Eugen Kogon (1903–1987)
Johann Georg Kohl (1808–1878)
Henning Köhler (1951–2021)
Michael Köhler (1946–2005)
Michael Köhlmeier (* 1949)
Heinz Kohut (1913–1981)
Vera C. Koin (* 1946)
Bohuslav Kokoschka (1892–1976)
Oskar Kokoschka (1886–1980)
Leszek Kołakowski (1927–2009)
Ulrike Kolb (* 1942)
Uwe Kolbe (* 1957)
Walter Kolbenhoff (1908–1993)
Stefan Kolditz (* 1956)
Michail Kolesnikow (1918–2012)
Oswalt Kolle (1928–2010)
Alfred Kolleritsch (1931–2020)
Kamal Sabri Kolta (1930–2023)
Bernard-Marie Koltès (1948–1989)
Alfred Komarek (1945–2024)
Helmut Komp (1930–2016)
Gerrit Komrij (1944–2012)
Yusef Komunyakaa (* 1947)
Tomasz Konatkowski (* 1968)
Jan Koneffke (* 1960)
Blaže Koneski (1921–1993)
Barbara König (1925–2011)
Karl König (1902–1966)
Ralf König (* 1960)
Helga Königsdorf (1938–2014)
Alfred Könner (1921–2008)
Bill Konigsberg (* 1970), US
Taeko Kōno (1926–2015)
György Konrád (1933–2019)
Heinz G. Konsalik (1921–1999)
Gerhard Konzelmann (1932–2008)
Werner Kopacka (1950–2015)
Angelika Kopečný (* 1949)
Gerhard Köpf (* 1948)
Edlef Köppen (1893–1939)
Klaus Kordon (* 1943)
Theodor Körner (1791–1813)
Torsten Körner (* 1965)
Niviaq Korneliussen (* 1990)
Wladimir Korolenko (1853–1921)
Irina Korschunow (1925–2013)
Hermann Korte (* 1937)
Zofia Kossak-Szczucka (1889–1968)
Andreas Kossert (* 1970)
Conor Kostick (* 1964)
Dezsö Kosztolányi (1885–1936)
Kurt Koszyk (1929–2015)
August von Kotzebue (1761–1819)
William Kotzwinkle (* 1943)
Menis Koumandareas (1931–2014)
Ahmadou Kourouma (1927–2003)

## Kp
Tété-Michel Kpomassie (* 1941)

## Kr
Christian Kracht (* 1966)
Gisela Kraft (1936–2010)
Claire Krähenbühl (* 1942)
Johannes Kram (* 1967)
Fritz W. Kramer (1941–2022)
Jörg Krämer (* 1966)
Ralf Kramp (* 1963)
László Krasznahorkai (* 1954)
Edwin Kratschmer (* 1931)
Herbert Alois Kraus (1911–2008)
Karl Kraus (1874–1936)
Wolfgang Kraus (1924–1998)
Elmar Kraushaar (* 1950)
Wolfgang Kraushaar (* 1948)
Ursula Krechel (* 1947)
Georg Kreisel (1923–2015)
Georg Kreisler (1922–2011)
- Hans Krendlesberger (1925–1995)

Ernst Kreuder (1903–1972)
Dietmar Kreutzer (* 1965)
Michael Krickl (1883–1949)
Arnold Krieger (1904–1965)
Günter Krieger (* 1965)
Hans Krieger (1933–2023)
Erich Kriemer (1926–1998)
Heiko Krimmer (1943–2015)
Julia Kristeva (* 1941)
Vlado Kristl (1923–2004)
Ágota Kristóf (1935–2011)
Friedrich Kröhnke (* 1956)
Brigitte Kronauer (1940–2019)
Jaan Kross (1920–2007)
Jürgen Kross (1937–2019)
Michael Krüger (* 1943)
Paul Krugman (* 1953)
Angela Krumpen (* 1963)
Hans Kruppa (* 1952)
Karsten Kruschel (* 1959)
Fred Kruse, D
Max Kruse (1921–2015)
Peter Kruse (1955–2015), D
James Krüss (1926–1997), D
Hans-Jürgen Krysmanski (1935–2016), D

## Ku
Susanna Kubelka (1942–2024)
André Kubiczek (* 1969)
Werner Kuchar (1971–2013)
Claus Küchenmeister (1930–2014)
Wera Küchenmeister (1929–2013)
Rosalie Küchler-Ming (1882–1946)
Judith Kuckart (* 1959)
Wojciech Kuczok (* 1972)
Anatoli Kudrjawitzki (* 1954)
Wolfgang Kudrnofsky (1927–2010)
Matthias Kuhle (1948–2015)
Martin Kuhlwilm (* 1983)
Dieter Kühn (1935–2015)
Harold W. Kuhn (1925–2014)
Michael Kuhn (* 1955)
Thomas S. Kuhn (1922–1996)
Volker Kühn (1933–2015)
Norbert Kühne (* 1941)
Reinhard Kühnl (1936–2014)
Fritz Kühnlenz (1906–1975)
Ayşe Kulin (* 1941)
Milan Kundera (1929–2023)
Günter Kunert (1929–2019)
Hans Küng (1928–2021)
Gunnar Kunz (* 1961)
Heinz Rudolf Kunze (* 1956)
Reiner Kunze (* 1933)
Tuli Kupferberg (1923–2010)
Dirk Kurbjuweit (* 1962)
Hanif Kureishi (* 1954)
Horst Kurnitzky (1938–2021)
Kemal Kurt (1947–2002)
Robert Kurz (1943–2012)
Peter Kurzeck (1943–2013)
Hermann Kurzke (1943–2024)
Kurt Kusenberg (1904–1983)
Tony Kushner (* 1956)
Axel Kutsch (* 1945)
Markus Kutter (1925–2005)